# Condado de Árnessýsla
Árnessýsla es uno de los veintitrés condados de Islandia. Se localiza al sudoeste del país, en la región de Suðurland, entre el río Þjórsá por el este y los campos de lava de Svínahraun por el oeste. Las principales actividades del condado son la agricultura y el turismo.

## Historia

### Edad Media
Conocido como Árnesþing («thing de Árnes») fue uno de los tres centros jurídicos y políticos de la corte del sur (Sunnlendingafjórðungur) durante la Mancomunidad Islandesa.

## Geografía
En su zona norte se encuentran los glaciares de Hofsjökull y Langjökull.

## Demografía
El condado posee una superficie de 8.287 kilómetros cuadrados. La población se eleva a la cifra de los 12.294 habitantes. La densidad poblacional, por ende, es de 1,37 habitantes por kilómetro cuadrado.

## Divisiones administrativas

### Municipios
Árnessýsla comprende los siguientes municipios:
- Árborg
- Bláskógabyggð
- Flóahreppur
- Grímsnes- og Grafningshreppur
- Hrunamannahreppur
- Hveragerðisbær
- Ölfus
- Skeiða- og Gnúpverjahreppur

### Localidades
Árnessýsla comprende las siguientes localidades:
| Localidad       | Altitud (m s. n. m.) | Población (2004) |
| --------------- | -------------------- | ---------------- |
| Bræðratunga     | 75,8                 | 23               |
| Búrfell         | 143,8                | 23               |
| Eyrarbakki      | 2,7                  | 329              |
| Flóagaflshverfi | 0                    | 316              |
| Gaulverjabær    | 5,7                  | 98               |
| Geysir          | 98,7                 | 19               |
| Haukadalur      | 117,9                | 19               |
| Hjalli          | 3,9                  | 128              |
| Hraungerði      | 33,8                 | 117              |
| Hrepphólar      | 79,8                 | 25               |
| Hruni           | 119,7                | 31               |
| Hveragerði      | 29,9                 | 1.625            |
| Kotströnd       | 11,9                 | 934              |
| Laugardælir     | 24,9                 | 4.159            |
| Laugarvatn      | 59,7                 | 28               |
| Miðdalur        | 70,7                 | 28               |
| Mosfell         | 54,8                 | 19               |
| Ólafsvellir     | 53,9                 | 20               |
| Selfoss         | 15,8                 | 4.160            |
| Skálholt        | 51,8                 | 20               |
| Stokkseyri      | 0,2                  | 176              |
| Stórinúpur      | 112,8                | 18               |
| Strandarkirkja  | 5,8                  | 40               |
| Þingvellir      | 100                  | 2                |
| Þjórsárbrú      | 47,9                 | 72               |
| Þorlákshöfn     | 0,1                  | 53               |
| Torfastaðir     | 55,8                 | 20               |
| Tungufell       | 176,8                | 28               |
| Úlfljótsvatn    | 97                   | 12               |
| Úþlíð           | 98,7                 | 19               |
| Vaðlækur        | 30,8                 | 225              |
| Villingaholt    | 20,7                 | 113              |